# José Ramírez Cubas
Pour les articles homonymes, voir José Ramírez.
José Homero Ramírez Cubas, né le 16 avril 1962 à Chepén au Pérou, est un entraîneur péruvien de football.

## Biographie
José Ramírez Cubas réalise l'essentiel de sa carrière de footballeur dans des clubs du nord du Pérou dont l'Alianza Atlético, le Carlos A. Mannucci ou encore l'UTC.
Devenu entraîneur, il commence sa carrière en 1998 et se spécialise presque exclusivement en tant qu'entraîneur de clubs de Copa Perú (D3) dont il est le recordman de l'épreuve avec cinq victoires (voir palmarès). Cette réussite lui a valu d'être surnommé le « Mourinho de la Copa Perú ».
Il a l'occasion de diriger en 1re division du Pérou à quatre reprises : en 2001 avec l'Estudiantes de Medicina, puis en 2006 avec le José Gálvez, ensuite deux ans plus tard avec l'Atlético Minero, lorsqu'il permet à ce dernier club d'accéder pour la première fois à l'élite, en battant 3-0 le Sport Águila en match de barrage de promotion pour la montée en D1, le 13 janvier 2008. Enfin en 2009 à la tête du Sport Huancayo. Mais ces quatre expériences sont de courte durée.

## Palmarès

### Palmarès de joueur
UTC
- Copa Perú (1) :
  - Vainqueur : 1981[6].

### Palmarès d'entraîneur
| Deportivo UPAO - Copa Perú (1) : - Vainqueur : 1999. |  | Estudiantes de Medicina - Copa Perú (1) : - Vainqueur : 2000. |  | Atlético Grau - Copa Perú : - Finaliste : 2002. |  | José Gálvez FBC - Copa Perú (1) : - Vainqueur : 2005. |

| Sport Huancayo - Copa Perú (1) : - Vainqueur : 2008. |  | Cobresol FBC - Championnat du Pérou D2 : - Vice-champion : 2009. |  | Sport Loreto - Copa Perú (1) : - Vainqueur : 2014. |